# Ariston (Plato)
Ariston (Grieks: Αρίστων) van Collytus, (gestorven rond 424 v.Chr.) was de vader van de Griekse filosoof Plato. Volgens de legende zou Ariston afstammen van de oude koningen van Athene (De laatste Atheense koningen leefden overigens ongeveer 200 jaar voor Aristons geboorte). Ariston overleed toen Plato nog een peuter was. Zijn moeder Perictione hertrouwde met Pyrilampes, een vriend van de Atheense politicus Pericles. 
Behalve Plato kreeg Ariston samen met Perictione drie andere kinderen: Glaucon, Adeimantus, en Potone. 